# Benachiba Chelia
Benachiba Chelia è un comune dell'Algeria, situato nella provincia di Sidi Bel Abbes.